# Soloe sexmaculata
Soloe sexmaculata là một loài bướm đêm trong họ Erebidae. Chúng thường được tìm thấy ở miền tây Châu Phi.